# Liste der Bodendenkmäler in Münchsmünster
Auf dieser Seite sind die Bodendenkmäler in der oberbayerischen Gemeinde Münchsmünster zusammengestellt. Diese Tabelle ist eine Teilliste der Liste der Bodendenkmäler in Bayern. Grundlage ist die Bayerische Denkmalliste, die auf Basis des Bayerischen Denkmalschutzgesetzes vom 1. Oktober 1973 erstmals erstellt wurde und seither durch das Bayerische Landesamt für Denkmalpflege geführt wird. Die folgenden Angaben ersetzen nicht die rechtsverbindliche Auskunft der Denkmalschutzbehörde.

## Bodendenkmäler der Gemeinde

### Bodendenkmäler in der Gemarkung Münchsmünster
| Lage                                     | Objekt | Akten-Nr.     | Bild                                          |
| ---------------------------------------- | --- | ------------- | --------------------------------------------- |
| Münchsmünster (Standort)                 | Straße der römischen Kaiserzeit. | D-1-7236-0001 |                                               |
| Münchsmünster (Standort)                 | Bestattungsplatz vorgeschichtlicher Zeitstellung. | D-1-7236-0002 |                                               |
| Münchsmünster (Standort)                 | Siedlung und Bestattungsplatz vorgeschichtlicher Zeitstellung. | D-1-7236-0003 |                                               |
| Münchsmünster (Standort)                 | Siedlung und Bestattungsplatz vor- und frühgeschichtlicher Zeitstellung. | D-1-7236-0004 |                                               |
| Münchsmünster (Standort)                 | Siedlung vor- und frühgeschichtlicher Zeitstellung. | D-1-7236-0005 |                                               |
| Münchsmünster (Standort)                 | Siedlung vor- und frühgeschichtlicher Zeitstellung. | D-1-7236-0008 |                                               |
| Münchsmünster (Standort)                 | Siedlung und Bestattungsplatz vor- und frühgeschichtlicher Zeitstellung. | D-1-7236-0009 |                                               |
| Münchsmünster (Standort)                 | Siedlung vor- und frühgeschichtlicher Zeitstellung. | D-1-7236-0010 |                                               |
| Münchsmünster (Standort)                 | Siedlung vor- und frühgeschichtlicher Zeitstellung. | D-1-7236-0016 |                                               |
| Münchsmünster (Standort)                 | Siedlung vor- und frühgeschichtlicher Zeitstellung. | D-1-7236-0017 |                                               |
| Münchsmünster (Standort)                 | Siedlung vor- und frühgeschichtlicher Zeitstellung. | D-1-7236-0018 |                                               |
| Münchsmünster (Standort)                 | Grabenwerk und Siedlung vor- und frühgeschichtlicher Zeitstellung. | D-1-7236-0019 |                                               |
| Münchsmünster (Standort)                 | Siedlung vor- und frühgeschichtlicher Zeitstellung. | D-1-7236-0020 |                                               |
| Münchsmünster (Standort)                 | Verebnete Grabhügel vorgeschichtlicher Zeitstellung. | D-1-7236-0021 |                                               |
| Münchsmünster (Standort)                 | Mittelalterliche und frühneuzeitliche Befunde im Bereich des ehemaligen Benediktinerklosters Münchsmünster. Siehe auch: Kloster Münchsmünster                                            | D-1-7236-0023 | Mittelalterliche und frühneuzeitliche Befunde |
| Münchsmünster Tassilostraße 3 (Standort) | Mittelalterliche und frühneuzeitliche Befunde im Bereich der Katholischen Pfarrkirche St. Sixtus und der ehemalige Seelenkapelle in Münchsmünster, mit teilweise aufgelassenem Friedhof. | D-1-7236-0028 |                                               |
| Münchsmünster (Standort)                 | Siedlung vor- und frühgeschichtlicher Zeitstellung. | D-1-7236-0046 |                                               |
| Münchsmünster (Standort)                 | Siedlung des frühen, hohen und späten Mittelalters, mit Befestigung des frühen oder hohen Mittelalters.                                                                                  | D-1-7236-0056 |                                               |

### Bodendenkmäler in der Gemarkung Oberwöhr
| Lage                                      | Objekt | Akten-Nr.     | Bild                                          |
| ----------------------------------------- | --- | ------------- | --------------------------------------------- |
| Oberwöhr (Standort)                       | Siedlung vor- und frühgeschichtlicher Zeitstellung. | D-1-7235-0003 |                                               |
| Oberwöhr (Standort)                       | Siedlung vorgeschichtlicher Zeitstellung, Gräber der Urnenfelderzeit.                                                                                  | D-1-7235-0005 |                                               |
| Oberwöhr (Standort)                       | Siedlung vor- und frühgeschichtlicher Zeitstellung. | D-1-7235-0006 |                                               |
| Oberwöhr (Standort)                       | Siedlung vor- und frühgeschichtlicher Zeitstellung. | D-1-7235-0007 |                                               |
| Oberwöhr (Standort)                       | Grabenwerk und Siedlung vor- und frühgeschichtlicher Zeitstellung.                                                                                     | D-1-7235-0008 |                                               |
| Oberwöhr (Standort)                       | Siedlung vor- und frühgeschichtlicher Zeitstellung. | D-1-7235-0009 |                                               |
| Oberwöhr (Standort)                       | Siedlung vor- und frühgeschichtlicher Zeitstellung. | D-1-7235-0011 |                                               |
| Oberwöhr (Standort)                       | Bestattungsplatz vor- und frühgeschichtlicher Zeitstellung.                                                                                            | D-1-7235-0012 |                                               |
| Oberwöhr Vohburger Straße 5, 7 (Standort) | Mittelalterliche und frühneuzeitliche Befunde im Bereich der Katholischen Filialkirche St. Vitus in Mitterwöhr. Siehe auch: Mitterwöhr (Münchsmünster) | D-1-7235-0013 | Mittelalterliche und frühneuzeitliche Befunde |
| Oberwöhr (Standort)                       | Grabhügel vorgeschichtlicher Zeitstellung. | D-1-7235-0014 |                                               |
| Oberwöhr (Standort)                       | Siedlung vor- und frühgeschichtlicher Zeitstellung. | D-1-7235-0435 |                                               |
| Oberwöhr (Standort)                       | Wasserburgstall des Mittelalters. Siehe auch: Wasserburgstall Niederwöhr                                                                               | D-1-7236-0011 |                                               |
| Oberwöhr Martinstraße 22 (Standort)       | Mittelalterliche und frühneuzeitliche Befunde im Bereich der Katholischen Filialkirche St. Martin in Niederwöhr. Siehe auch: Niederwöhr                | D-1-7236-0012 | Mittelalterliche und frühneuzeitliche Befunde |
| Oberwöhr (Standort)                       | Verebnete Grabhügel vorgeschichtlicher Zeitstellung.                                                                                                   | D-1-7236-0014 |                                               |
| Oberwöhr (Standort)                       | Siedlung vor- und frühgeschichtlicher Zeitstellung. | D-1-7236-0015 |                                               |